# بخش میلان (شهرستان اری، اوهایو)
بخش میلان (به انگلیسی: Milan Township) یک منطقهٔ مسکونی در ایالات متحده آمریکا است که در شهرستان ایری، اوهایو واقع شده‌است.
 بخش میلان ۶۷٫۱ کیلومتر مربع مساحت و ۳٬۶۰۶ نفر جمعیت دارد و ۱۷۷ متر بالاتر از سطح دریا واقع شده‌است.